# Estadio Municipal de Buzău
El Stadionul Municipal de Buzău también nombrado Stadionul Crang es un estadio de fútbol ubicado en la ciudad de Buzău, región de Valaquia, Rumania. El estadio inaugurado en 1942, posee una capacidad para 12 321 espectadores, en el disputa sus partidos como local el FC Gloria Buzău club de la Liga Profesional Rumana.
El estadio fue construido entre 1936 y 1942, por iniciativa del alcalde de Buzău, Stan Săraru. Sufrió una importante remodelación entre 1971 y 1976. Fue nuevamente remodelado en 2007 cuando se le instalaron asientos o butacas en su totalidad, y se le instaló un moderno sistema de iluminación nocturna.

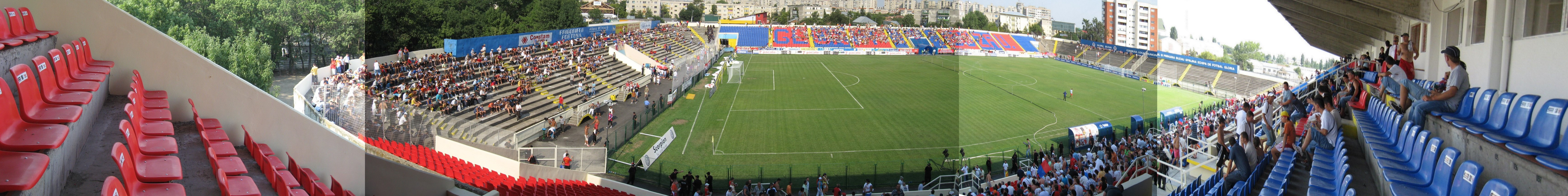
Panorámica del estadio.